# Freeport, Kansas
Freeport là một thành phố thuộc quận Harper, tiểu bang Kansas, Hoa Kỳ. Năm 2010, dân số của xã này là 5 người.

## Dân số
Dân số các năm:
- Năm 2000: 6 người
- Năm 2010: 5 người